# Leo Borg
Leo Borg (Estocolmo, 15 de mayo de 2003) es un tenista profesional sueco.
Es hijo del 11 veces campeón de Grand Slam y ex número 1 del mundo Björn Borg.

## Trayectoria
Borg recibió varias Wild Cards en eventos ATP Challenger Tour, eventos principales y de clasificación del ATP Tour y compitió regularmente en el ITF Tour. Hizo su debut en el cuadro principal de la ATP en el Torneo de Estocolmo 2021, donde perdió en la primera ronda ante el eventual campeón Tommy Paul.
En julio de 2023, Borg recibió una invitación para disputar el Torneo de Bastad, donde ganó su primer partido a nivel ATP al derrotar a su compatriota Elias Ymer en la primera ronda en sets corridos.